# Wereldkampioenschappen kunstschaatsen 1975
De Wereldkampioenschappen kunstschaatsen 1975 werden gevormd door vier toernooien die door de Internationale Schaatsunie werden georganiseerd.
Het WK evenement van 1975 vond van 4 tot en met 8 maart plaats in Colorado Springs, Colorado. Het was de vijfde keer, na 1957, 1959, 1965 en 1969, dat de kampioenschappen in deze stad plaatsvonden. Het was de zesde keer dat een WK evenement in de Verenigde Staten plaatsvond, in 1930 werden de kampioenschappen voor de mannen, vrouwen en paren in New York gehouden.
Voor de mannen was het de 65e editie, voor de vrouwen de 55e editie, voor de paren de 53e editie, en voor de ijsdansers de 23e editie.

## Deelname
Er namen deelnemers uit 19 landen deel aan deze kampioenschappen. Zij vulden 77 startplaatsen in. Voor het eerst nam er een deelnemer uit het Groothertogdom Luxemburg deel aan de WK kunstschaatsen. Paul Cechmanek nam deel in het mannentoernooi. Luxemburg was het 28e land dat aan de WK kunstschaatsen deelnam.
Voor Nederland nam Dianne de Leeuw voor de vierde keer deel aan het WK en debuteerden Anne-Marie Verlaan en Sophie Verlaan.
(Tussen haakjes het totaal aantal startplaatsen over de disciplines.)
| Canada (9) Sovjet-Unie (9) Verenigde Staten (9) Duitse Democratische Republiek (7) Verenigd Koninkrijk (6) | Tsjecho-Slowakije (5) West-Duitsland (4) Zwitserland (4) Frankrijk (3) Japan (3) | Nederland (3) Oostenrijk (3) Polen (3) Australië (2) Hongarije (2) | Italië (2) Denemarken (1) Luxemburg (1) Zuid-Korea (1) |

## Medailleverdeling
Bij de mannen werd Sergej Volkov de 25e wereldkampioen en de eerste uit de Sovjet-Unie die de wereldtitel behaalde. Het was voor Volkov zijn tweede medaille, in 1974 werd hij tweede. Ook zijn landgenoot Vladimir Kovalev op plaats twee veroverde zijn tweede WK medaille, in 1972 werd hij derde. De Brit John Curry op plaats drie behaalde zijn eerste medaille.
Bij de vrouwen stond hetzelfde trio als in 1974 op het erepodium, alleen de volgorde was anders. Dianne de Leeuw werd de 22e wereldkampioene en de tweede Nederlandse. Ze trad hiermee in de voetsporen van Sjoukje Dijkstra die de wereldtitel in 1962, 1963 en 1964 veroverde. Het was De Leeuw haar tweede medaille, in 1974 werd ze derde. Ook de Amerikaanse Dorothy Hamill won haar tweede medaille, ze eindigde evenals in 1974 op de tweede plaats. Op plaats drie stond de Oost-Duitse Christine Errath voor de derde maal op het podium, in 1973 werd zij ook derde, in 1974 werd ze wereldkampioen.
Bij het paarrijden veroverde Irina Rodnina haar zevende opeenvolgende wereldtitel, van 1969-1972 werd ze dit met partner Aleksej Oelanov, in 1973 en 1974 en dit jaar met partner Aleksandr Zajtsev. Op de plaatsen twee en drie stonden Oost-Duitse paren. Romy Kermer / Rolf Österreich veroverden hun tweede WK medaille, in 1974 werden zij derde en dit jaar tweede. Ook het paar Manuela Groß / Uwe Kagelmann veroverden hun tweede WK medaille, in 1973 werden zij evenals dit jaar derde.
Bij het ijsdansen veroverde het paar Irina Moiseeva / Andrej Minenkov als achtste paar de wereldtitel bij het ijsdansen. Ze waren het tweede paar uit de Sovjet-Unie dat hierin slaagde en de directe opvolgers van dat eerste paar, Ljoedmila Potsjomova / Alexandr Gorstsjkov die vijf titels oprij veroverden (1970-1974). Het was hun eerste WK medaille. Ook Het Amerikaanse paar Colleen O'Connor / James Millns op de tweede plaats veroverden hun eerste medaille. Het Britse paar Hilary Green / Glyn Watts stond voor de derde keer op het podium, in 1974 werden zij tweede en in 1973 en dit jaar derde.
| Discipline | Goud                              | Zilver                          | Brons                        |
| ---------- | --------------------------------- | ------------------------------- | ---------------------------- |
| Mannen     | Sergej Volkov                     | Vladimir Kovalev                | John Curry                   |
| Vrouwen    | Dianne de Leeuw                   | Dorothy Hamill                  | Christine Errath             |
| Paren      | Irina Rodnina / Aleksandr Zajtsev | Romy Kermer / Rolf Österreich   | Manuela Groß / Uwe Kagelmann |
| IJsdansen  | Irina Moiseeva / Andrej Minenkov  | Colleen O'Connor / James Millns | Hilary Green / Glyn Watts    |

## Uitslagen
pk = verplichte kür, kk = korte kür, vk = vrije kür, pc/9 = plaatsingcijfer bij negen juryleden, t.z.t. = trok zich terug
| #      | naam (deelname)        | land                                    | pk | kk | vk  | pc/9 |
| ------ | ---------------------- | --------------------------------------- | -- | -- | --- | ---- |
| Goud   | Sergej Volkov (4)      | Vlag van Sovjet-Unie                    | 1  | 6  | 4   | 13   |
| Zilver | Vladimir Kovalev (3)   | Vlag van Sovjet-Unie                    | 3  | 4  | 3   | 27   |
| Brons  | John Curry (4)         | Vlag van Verenigd Koninkrijk            | 2  | 2  | 5   | 23   |
| 4      | Toller Cranston (6)    | Vlag van Canada                         | 4  | 3  | 2   | 29   |
| 5      | Gordon McKellen (4)    | Vlag van Verenigde Staten               | 5  | 5  | 7   | 48   |
| 6      | Joeri Ovtsjinnikov (4) | Vlag van Sovjet-Unie                    | 9  | 1  | 6   | 53   |
| 7      | Terry Kubicka (2)      | Vlag van Verenigde Staten               | 11 | 7  | 1   | 61   |
| 8      | Ronald Shaver (3)      | Vlag van Canada                         | 6  | 9  | 9   | 76   |
| 9      | Lászlá Vajda (4)       | Vlag van Hongarije                      | 9  | 10 | 10  | 81   |
| 10     | Minoru Sano (3)        | Vlag van Japan                          | 10 | 8  | 8   | 86   |
| 11     | Zdenek Pazdirek (6)    | Vlag van Tsjecho-Slowakije              | 7  | 12 | 17  | 108  |
| 12     | Robin Cousins          | Vlag van Verenigd Koninkrijk            | 15 | 11 | 11  | 114  |
| 13     | Didier Gailhauguet (4) | Vlag van Frankrijk                      | 12 | 13 | 14  | 114  |
| 14     | Bernd Wunderlich       | Vlag van Duitse Democratische Republiek | 13 | 16 | 15  | 29   |
| 15     | Ronald Koppelent       | Vlag van Oostenrijk                     | 16 | 14 | 12  | 132  |
| 16     | Mitsuro Matsumura      | Vlag van Japan                          | 17 | 17 | 13  | 145  |
| 17     | Frantisek Pechar       | Vlag van Tsjecho-Slowakije              | 14 | 15 | 18  | 147  |
| 18     | Robert Rubens (3)      | Vlag van Canada                         | 18 | 18 | 16  | 153  |
| 19     | Gilles Beyer (2)       | Vlag van Frankrijk                      | 19 | 19 | 21  | 173  |
| 20     | Paul Cechmanek         | Vlag van Luxemburg                      | 20 | 21 | 20  | 180  |
| 21     | William Schober (2)    | Vlag van Australië                      | 22 | 20 | 19  | 187  |
| 22     | Flemming Söderquist    | Vlag van Denemarken                     | 21 | 22 | 222 | 198  |

| #      | naam (deelname)         | land                                    | pk | kk | vk | pc/9 |
| ------ | ----------------------- | --------------------------------------- | -- | -- | -- | ---- |
| Goud   | Dianne de Leeuw (4)     | Vlag van Nederland                      | 1  | 1  | 2  | 9    |
| Zilver | Dorothy Hamill (4)      | Vlag van Verenigde Staten               | 5  | 6  | 1  | 25   |
| Brons  | Christine Errath (5)    | Vlag van Duitse Democratische Republiek | 6  | 2  | 4  | 31   |
| 4      | Wendy Burge             | Vlag van Verenigde Staten               | 8  | 5  | 3  | 36   |
| 5      | Kath Malmberg (2)       | Vlag van Verenigde Staten               | 4  | 4  | 10 | 46   |
| 6      | Isabel de Navarre       | Vlag van Bondsrepubliek Duitsland       | 3  | 7  | 8  | 53   |
| 7      | Lynn Nightingale (3)    | Vlag van Canada                         | 13 | 3  | 5  | 56   |
| 8      | Anett Pötzsch (3)       | Vlag van Duitse Democratische Republiek | 10 | 10 | 7  | 78   |
| 9      | Susanna Driano          | Vlag van Italië                         | 11 | 9  | 6  | 81   |
| 10     | Marion Weber (2)        | Vlag van Duitse Democratische Republiek | 7  | 17 | 12 | 92   |
| 11     | Liana Drahová (5)       | Vlag van Tsjecho-Slowakije              | 9  | 12 | 14 | 104  |
| 12     | Kim Alletson            | Vlag van Canada                         | 14 | 11 | 9  | 107  |
| 13     | Emi Watanabe (3)        | Vlag van Japan                          | 17 | 13 | 11 | 114  |
| 14     | Gerti Schanderl (4)     | Vlag van Bondsrepubliek Duitsland       | 15 | 8  | 13 | 118  |
| 15     | Ljoedmila Bakonina      | Vlag van Sovjet-Unie                    | 21 | 16 | 15 | 136  |
| 16     | Sonja Balun (3)         | Vlag van Oostenrijk                     | 12 | 20 | 19 | 148  |
| 17     | Dagmar Lurz             | Vlag van Bondsrepubliek Duitsland       | 20 | 14 | 16 | 159  |
| 18     | Hana Knapová (2)        | Vlag van Tsjecho-Slowakije              | 24 | 19 | 17 | 166  |
| 19     | Marie-Claude Bierre (3) | Vlag van Frankrijk                      | 25 | 15 | 18 | 168  |
| 20     | Gail Keddie (2)         | Vlag van Verenigd Koninkrijk            | 16 | 22 | 23 | 192  |
| 21     | Karin Iten (4)          | Vlag van Zwitserland                    | 2  | 27 | 27 | 194  |
| 22     | Hyo Jin-yun             | Vlag van Zuid-Korea                     | 23 | 18 | 21 | 196  |
| 23     | Evi Köpfli              | Vlag van Zwitserland                    | 19 | 21 | 24 | 203  |
| 24     | Michelle Haider         | Vlag van Zwitserland                    | 22 | 25 | 20 | 205  |
| 25     | Sharon Burley (4)       | Vlag van Australië                      | 18 | 23 | 26 | 211  |
| 26     | Anne-Marie Verlaan      | Vlag van Nederland                      | 26 | 24 | 25 | 232  |
| 27     | Sophie Verlaan          | Vlag van Nederland                      | 27 | 26 | 22 | 240  |

| #      | naam (deelname)                                      | land                                    | kk | vk | pc/9 |
| ------ | ---------------------------------------------------- | --------------------------------------- | -- | -- | ---- |
| Goud   | Irina Rodnina (7) Aleksandr Zajtsev (3)              | Vlag van Sovjet-Unie                    | 1  | 1  | 9    |
| Zilver | Romy Kermer (3) Rolf Österreich (3)                  | Vlag van Duitse Democratische Republiek | 2  | 2  | 19   |
| Brons  | Manuela Groß (6) Uwe Kagelmann (6)                   | Vlag van Duitse Democratische Republiek | 4  | 3  | 27   |
| 4      | Irina Vorobieva (2) Alexandr Vlasov (2)              | Vlag van Sovjet-Unie                    | 3  | 4  | 37   |
| 5      | Marina Leonidova Vladimir Bogolioebov                | Vlag van Sovjet-Unie                    | 6  | 5  | 51   |
| 6      | Melissa Militano (7) Johnny Kohns (5)                | Vlag van Verenigde Staten               | 5  | 7  | 57   |
| 7      | Kerstin Stolfig Veit Kempe                           | Vlag van Duitse Democratische Republiek | 7  | 6  | 55   |
| 8      | Karin Künzle (4) Christian Künzle (4)                | Vlag van Zwitserland                    | 9  | 8  | 71   |
| 9      | Corinna Halke (4) Eberhard Rausch (7)                | Vlag van Bondsrepubliek Duitsland       | 8  | 9  | 84   |
| 10     | Tai Babilonia (2) Randy Gardner (2)                  | Vlag van Verenigde Staten               | 10 | 10 | 90   |
| 11     | Candace Jones Don Fraser                             | Vlag van Canada                         | 11 | 11 | 98   |
| 12     | Ursula Nemec (3) Michael Nemec (3)                   | Vlag van Oostenrijk                     | 13 | 12 | 109  |
| 13     | Grażyna Kostrzewinska-Osmańska (4) Adam Brodecki (4) | Vlag van Polen (1928-1980)              | 12 | 13 | 113  |
| 14     | Kathy Hutchinson (2) Jamie McGregor (2)              | Vlag van Canada                         | 14 | 14 | 125  |

| #      | naam (deelname)                                | land                         | kk | vk | pc/9 |
| ------ | ---------------------------------------------- | ---------------------------- | -- | -- | ---- |
| Goud   | Irina Moiseeva (3) Andrei Minenkov (3)         | Vlag van Sovjet-Unie         | 2  | 1  | 13   |
| Zilver | Colleen O'Connor (2) Jim Millns (2)            | Vlag van Verenigde Staten    | 1  | 2  | 19   |
| Brons  | Hilary Green (5) Glyn Watts (5)                | Vlag van Verenigd Koninkrijk | 4  | 3  | 30   |
| 4      | Natalja Linitsjoek (2) Gennadi Karponossov (5) | Vlag van Sovjet-Unie         | 3  | 4  | 36   |
| 5      | Matilde Ciccia (4) Lamberto Ceserani (4)       | Vlag van Italië              | 5  | 5  | 44   |
| 6      | Krisztina Regöczy (3) András Sallay (3)        | Vlag van Hongarije           | 6  | 6  | 48   |
| 7      | Teresa Weyna (5) Piotr Bojanczyk (5)           | Vlag van Polen (1928-1980)   | 8  | 8  | 71   |
| 8      | Janet Thompson (2) Warren Maxwell (2)          | Vlag van Verenigd Koninkrijk | 7  | 9  | 71   |
| 9      | Barbara Berezowski (3) David Porter (3)        | Vlag van Canada              | 9  | 7  | 78   |
| 10     | Eva Peštová (2) Jiři Pokorný (2)               | Vlag van Tsjecho-Slowakije   | 10 | 10 | 94   |
| 11     | Kay Barsdell Kenneth Foster                    | Vlag van Verenigd Koninkrijk | 11 | 11 | 101  |
| 12     | Judi Genovesi Kent Weigle                      | Vlag van Verenigde Staten    | 12 | 12 | 104  |
| 13     | Susan Carscallen Eric Gillies                  | Vlag van Canada              | 13 | 13 | 110  |
| 14     | Halina Gordon (2) Wojciech Bankowski (2)       | Vlag van Polen (1928-1980)   | 14 | 14 | 126  |

Medaillewinnaars

Mannen · 
Vrouwen ·
Paren · 
IJsdansen

 Toernooi

1896 · 
1897 · 
1898 · 
1899 · 
1900 · 
1901 · 
1902 · 
1903 · 
1904 · 
1905 · 
1906 · 
1907 · 
1908 · 
1909 · 
1910 · 
1911 · 
1912 · 
1913 · 
1914 · 
1915-1921 · 
1922 · 
1923 · 
1924 · 
1925 · 
1926 · 
1927 · 
1928 · 
1929 · 
1930 · 
1931 · 
1932 · 
1933 · 
1934 · 
1935 · 
1936 · 
1937 · 
1938 · 
1939 ·
1940-1946 · 
1947 · 
1948 · 
1949 · 
1950 · 
1951 · 
1952 · 
1953 · 
1954 · 
1955 · 
1956 · 
1957 · 
1958 · 
1959 · 
1960 · 
1961 · 
1962 · 
1963 · 
1964 · 
1965 · 
1966 · 
1967 · 
1968 · 
1969 · 
1970 · 
1971 · 
1972 · 
1973 · 
1974 · 
1975 · 
1976 · 
1977 · 
1978 · 
1979 · 
1980 · 
1981 · 
1982 · 
1983 · 
1984 · 
1985 · 
1986 · 
1987 · 
1988 · 
1989 · 
1990 · 
1991 · 
1992 · 
1993 · 
1994 · 
1995 ·
1996 · 
1997 · 
1998 · 
1999 · 
2000 · 
2001 · 
2002 · 
2003 · 
2004 · 
2005 · 
2006 ·
2007 ·
2008 ·
2009 ·
2010 ·
2011 ·
2012 ·
2013 ·
2014 ·
2015 ·
2016 ·
2017 ·
2018 ·
2019 · 
2020 · 
2021 ·
2022 ·
2023 ·
2024

 ISU-kampioenschappen

WK kunstschaatsen junioren ·
EK kunstschaatsen ·
Viercontinentenkampioenschap ·
Olympische Spelen